# Даннідір
Замок Даннідір (англ. Dunnideer) розташований в області Абердиншир в  Шотландії.

## Історія замку
Замок побудовано на пагорбі на місці стародавньої фортеці  піктів. До початку XVIII століття перебував у власності родини Тірі.